# Gestreifter Schnepfenmesserfisch
Der Gestreifte Schnepfenmesserfisch (Aeoliscus strigatus) ist ein kleiner Meeresfisch aus der Gruppe der Seenadelartigen. Er kommt im tropischen westlichen Pazifik vom südlichen Japan bis zum östlichen Australien (New South Wales) sowie im Indischen Ozean bei den Seychellen und an der Küste Tansanias vor. 

## Merkmale
Der Gestreifte Schnepfenmesserfisch kann eine Maximallänge von 14 bis 15 Zentimetern erreichen. Sein Körper ist langgestreckt mit einer scharfen Bauchkante. Der Kopf läuft in einem langen, röhrenförmigen Maul aus. Die erste Rückenflosse sitzt am Körperende. Sie wird von drei Flossenstacheln gestützt. Als Angehöriger der Gattung Aeoliscus kann der Gestreifte Schnepfenmesserfisch den ersten Rückenflossenstachel mit Hilfe eines Gelenks in der Stachelmitte abknicken. Die zweite Rückenflosse stützen zehn Weichstrahlen. Wie auch die Schwanzflosse ist sie zur Bauchseite hin verschoben. Die Afterflosse besitzt zwölf Weichstrahlen. Die Farbe des Gestreiften Schnepfenmesserfisches variiert mit dem Lebensraum. Über Sand- und hellen Geröllböden ist er hell, mit einem schwarzen Längsstreifen. Zwischen Seegräsern nimmt er eine grün-gelbe Färbung an.
Vom Gepunkteten Schnepfenmesserfisch (Aeoliscus punctulatus) unterscheidet er sich vor allem durch das Fehlen der kleinen schwarzen Punkte, die die Schwesterart charakterisieren.

## Lebensweise
Der Gestreifte Schnepfenmesserfisch lebt bodennah meist in dichten, sich streng synchron bewegenden Schwärmen, seltener paarweise oder solitär. Er hält sich in Tiefen von einem bis 20 Metern auf und schwimmt in senkrechter Haltung, mit dem Kopf nach unten und nimmt nur auf der Flucht für kurze Zeit eine „normale“, waagerechte Schwimmhaltung ein. Zum Schutz vor Fressfeinden stellen sich die Fische auch zwischen die langen Stacheln von Diademseeigeln oder zwischen verzweigte Steinkorallen. Schnepfenmesserfische ernähren sich von kleinen, planktontischen Krebstieren. Jungfische leben pelagisch und gehen, sobald sie eine Länge von rund 20 Millimetern erreicht haben, zum bodennahen Leben der ausgewachsenen Tiere über.

## Fußnote
1. ↑  αἰολίσκος bezeichnete im Altgriechischen eine kleine Trombe; lange hieß die Gattung Amphisile, (gr.) „beiderseits zugespitzt“; (lat.) strigatus „gestreift“